# Joncourt British Cemetery
Joncourt British Cemetery est l'un des deux cimetières militaires de la Première Guerre mondiale situé sur le territoire de la commune de Joncourt dans le département de l'Aisne, le second étant Joncourt East British Cemetery.

## Historique
Occupé par les Allemands depuis fin août 1914, le Village de Joncourt ne fut libéré que le 4 octobre 1918 après la percée de la Ligne Hindenburg.

## Caractéristique

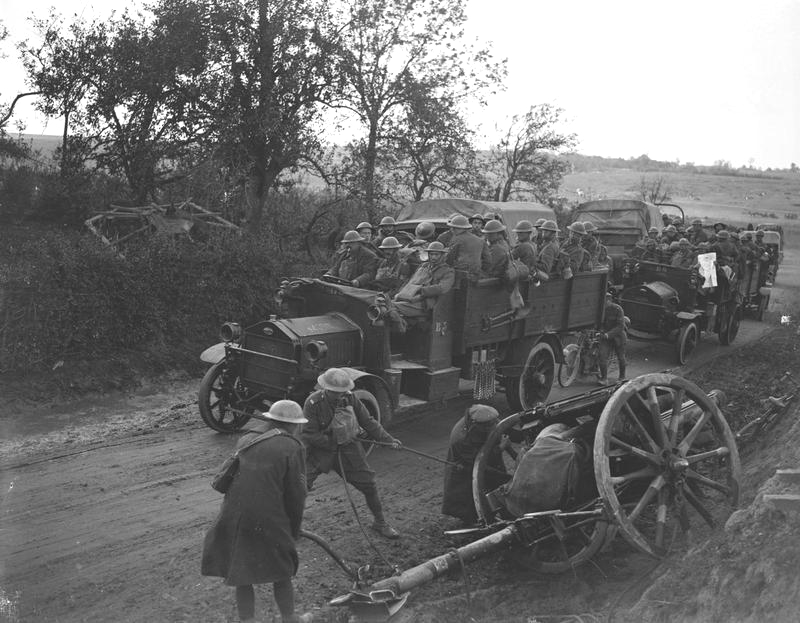
Soldats britanniques à Joncourt en octibre 1918.

Ce cimetière contient les tombes de soixante-et-un Britanniques, dont trois n'ont pu être identifiés, tous tués entre le 30 septembre et le 4 octobre 1918. La plupart étaient des hommes du 10th Argyll and Sutherland Highlanders. Il est situé sur la D 71 à 1 km au sud du village, à droite de la route menant à Levergies.

## Galerie

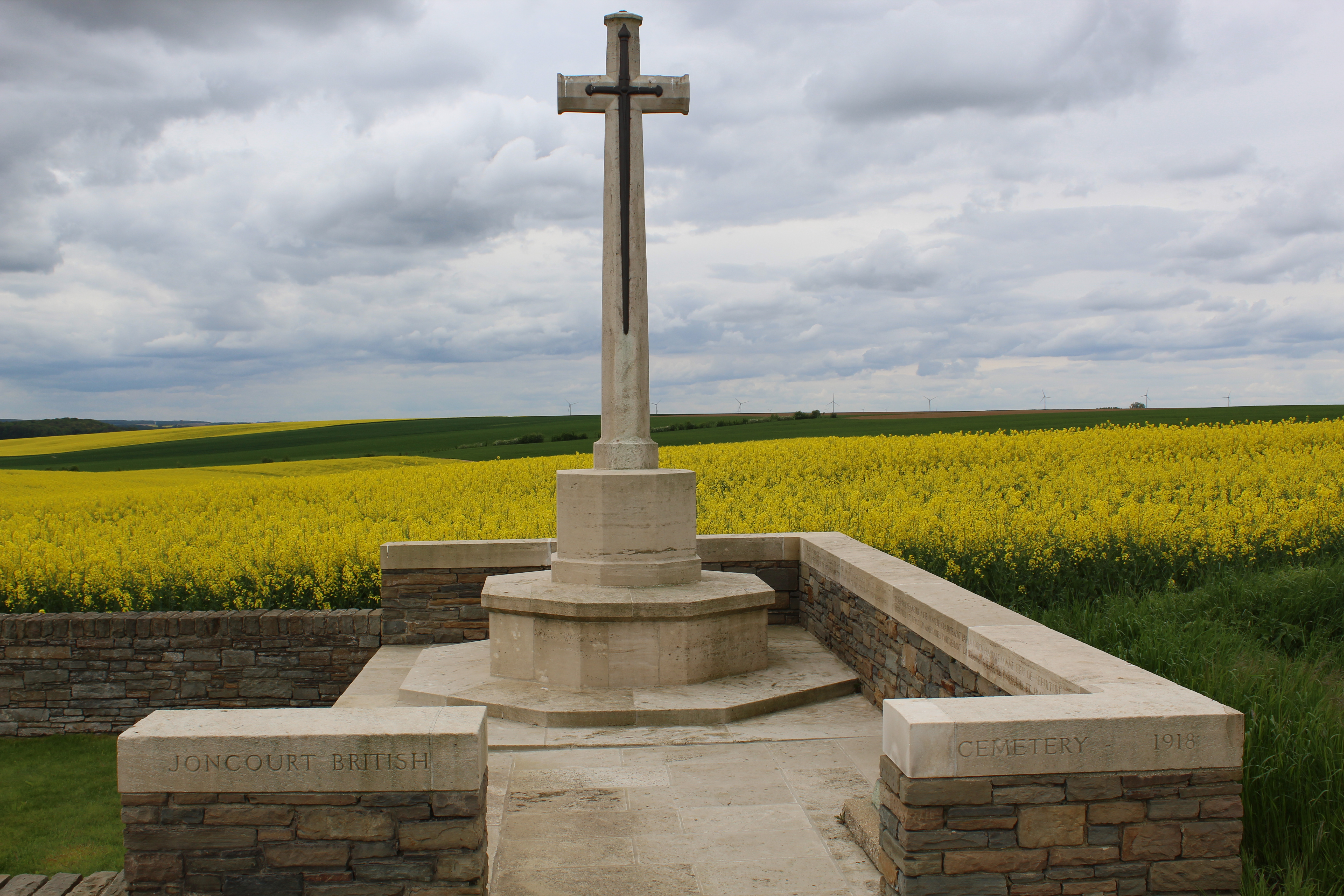
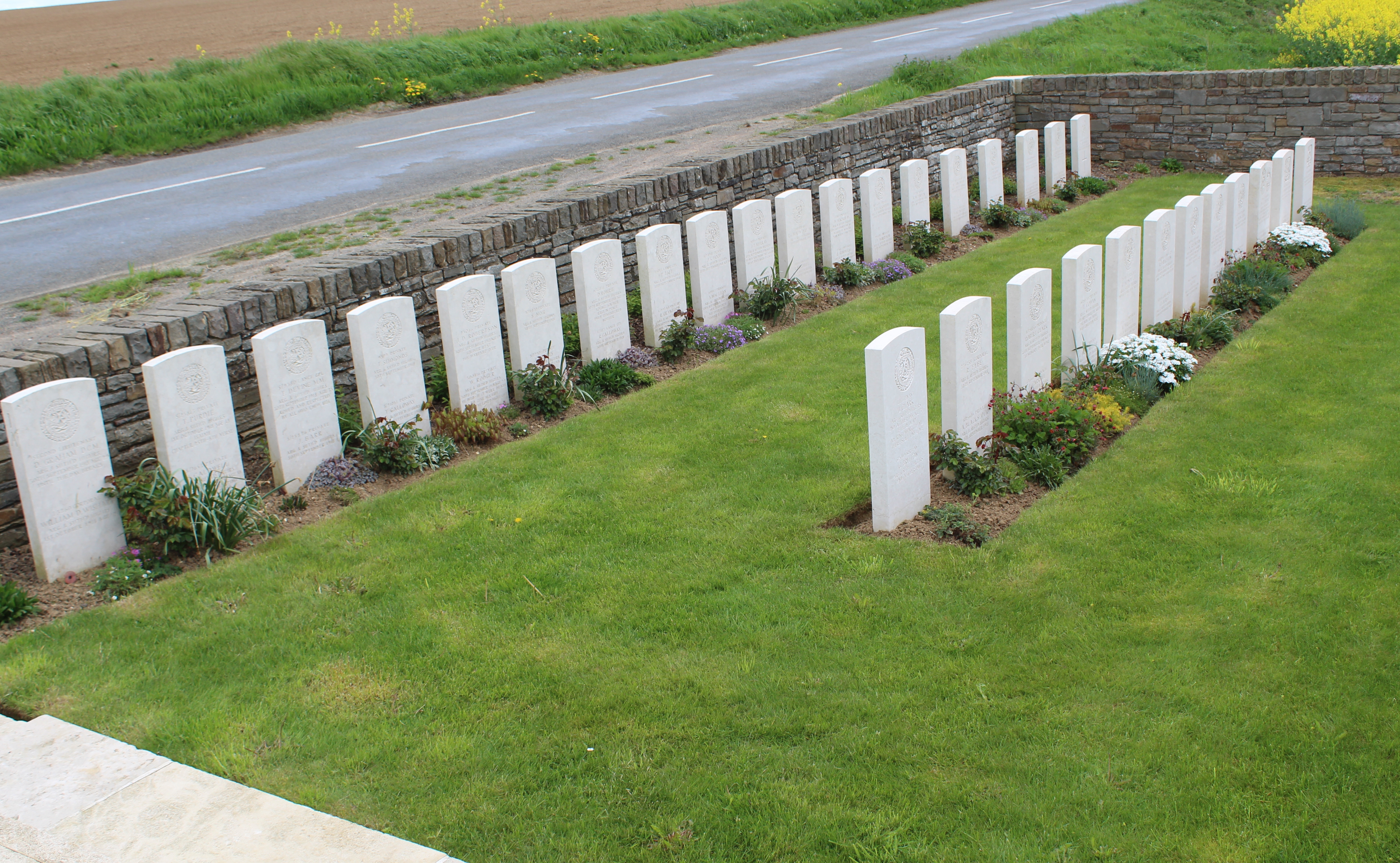
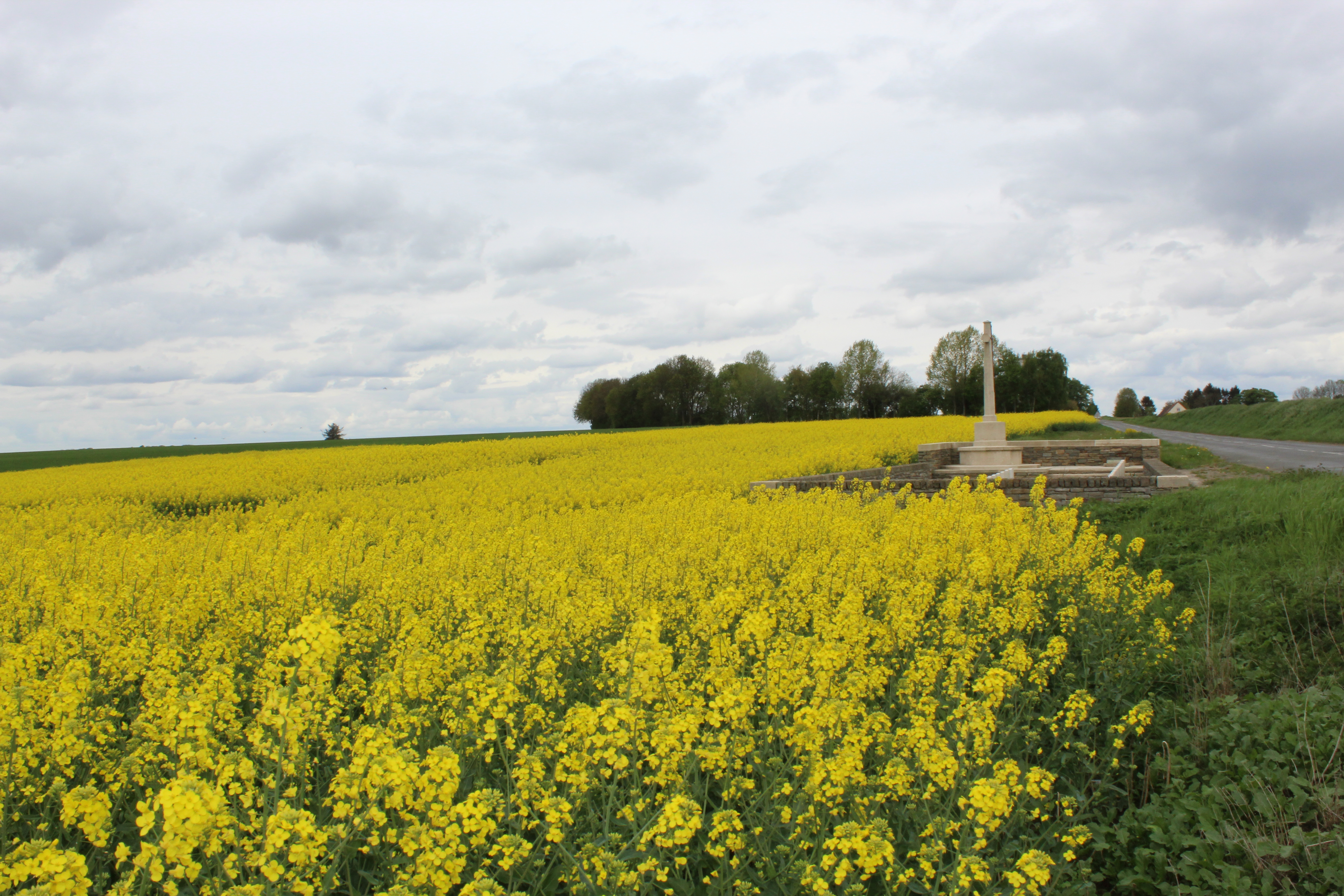
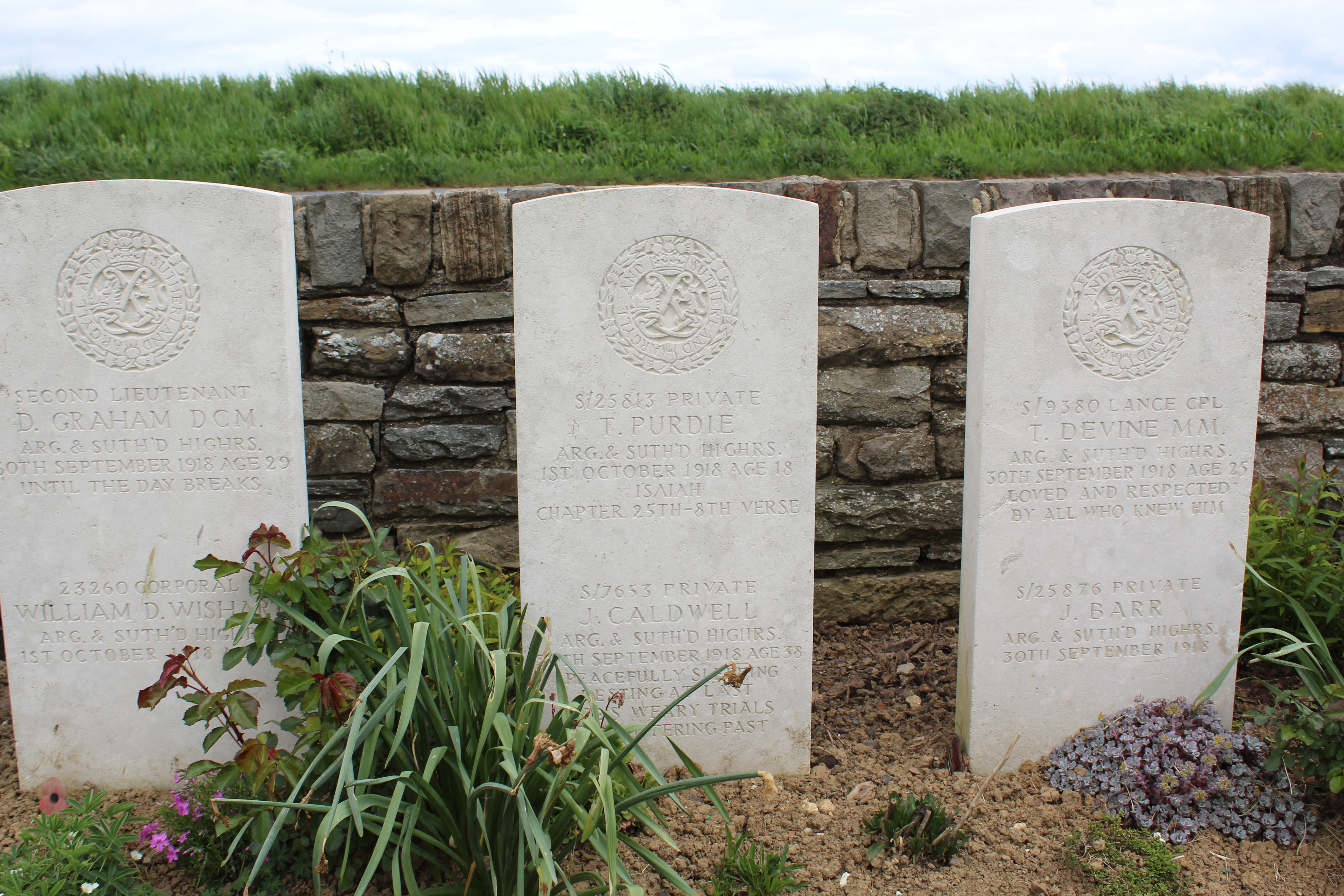
Trois tombes de 6 soldats tombés lors de la prise de Joncourt.

## Sépultures
| Pays        | Sépultures |
| ----------- | ---------- |
| Royaume-Uni | 62         |